# Železniško postajališče Rjavica
Železniško postajališče Rjavica je eno izmed železniških postajališč v Sloveniji, ki oskrbuje bližnje naselje Rjavica.